# Ménara (arrondissement)
Ménara (arabiska: املنارة) är ett arrondissement i staden Marrakech i Marocko. Antalet invånare var 411 094 vid folkräkningen 2014.